# Wewelsburg
Wewelsburg – zamek renesansowy położony niedaleko Paderborn w Nadrenii Północnej-Westfalii. W okresie Trzeciej Rzeszy znany jako ośrodek nazistowskiego mistycyzmu. Konkretnie, kultu czarnego słońca.

## Historia

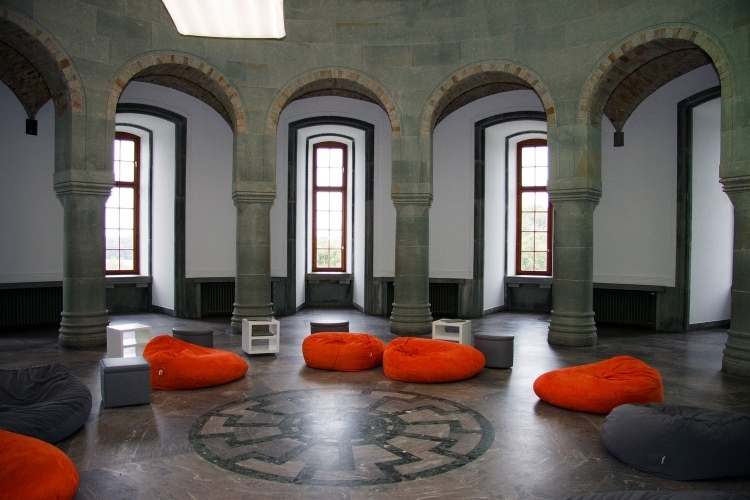
Obergruppenführersaal

Pierwotny zamek wybudowany został w 1123 roku przez grafa Friedricha von Arnsberga. W obecnym kształcie wzniesiony w latach 1603–1609. W 1933 został wydzierżawiony na okres stu lat przez SS. Za jeden rok dzierżawy SS płaciła jedynie jedną reichsmarkę. Rozpoczęto jego przebudowę, wykorzystując w tym celu więźniów przetrzymywanych w utworzonym niedaleko obozie koncentracyjnym Niederhagen-Wewelsburg. Zamek miał być centrum nazistowskiej religii mistycznej.